# Takydromus viridipunctatus
Takydromus viridipunctatus (довгохвостка зеленоплямиста) — вид ящірок родини ящіркових (Lacertidae). Ендемік Тайваню.

## Поширення і екологія
Зеленоплямисті довгохвостки мешкають на півночі острова Тайвань. Вони живуть на відкритих сонячних луках, на висоті до 1300 м над рівнем моря. Відкладають яйця, в кладці 1-3 яйця.